# Copa Libertadores Sub-20 de 2020
La Copa Libertadores Sub-20 de 2020, oficialmente Copa Conmebol Libertadores Sub-20 de 2020, fue la quinta edición de este torneo sudamericano de clubes organizado por la Conmebol en la categoría Sub-20. La competición tuvo como sede Paraguay. Los partidos se disputaron entre el 15 de febrero y el 1 de marzo de 2020.
En esta edición el club Independiente del Valle de Ecuador, se quedó con su primer título en esta categoría al derrotar en la final a River Plate de Argentina por 2-1.

## Equipos participantes
| País                             | Equipo                  | Vía de clasificación                                                                       |
| -------------------------------- | ----------------------- | ------------------------------------------------------------------------------------------ |
| Argentina 1 cupo                 | River Plate             | Campeón en Cuarta División del Torneo del Primer Semestre de 2019                          |
| Bolivia 1 cupo                   | Jorge Wilstermann       | Campeón del Torneo Nacional Sub-19 2019                                                    |
| Brasil 1 cupo                    | Flamengo                | Campeón Supercopa de Fútbol Sub-20 de Brasil 2019                                          |
| Chile 1 cupo                     | Colo-Colo               | Campeón de la Copa de Campeones Sub-19 2019                                                |
| Colombia 1 cupo                  | Millonarios             | Campeón Supercopa Juvenil FCF 2019                                                         |
| Ecuador 1 cupo                   | Independiente del Valle | Campeón de la Serie A de Ecuador Sub-18 2019                                               |
| Paraguay 2 cupos                 | Cerro Porteño Libertad  | Campeón del Torneo Clausura 2019 y Anfitrión Campeón del Torneo Apertura 2019              |
| Perú 1 cupo                      | Sporting Cristal        | Campeón del Torneo de Promoción y Reservas de la Liga 1 de 2019                            |
| Uruguay 1 cupo + campeón vigente | Nacional Danubio        | Campeón de la Copa Libertadores Sub-20 de 2018 Campeón uruguayo del Campeonato Sub-19 2019 |
| Venezuela 1 cupo                 | Academia Puerto Cabello | Torneo de Campeonato "Elite Series" Sub-19 2019                                            |

## Sedes
La copa se desarrolló en dos estadios de Paraguay, el Estadio Arsenio Erico de propiedad del Nacional de Paraguay y el Estadio General Adrián Jara de propiedad del General Díaz
| Paraguay              |                             |
| Asunción              |                             |
| Estadio Arsenio Erico | Estadio General Adrián Jara |
| Capacidad: 4434       | Capacidad: 4000             |
| Estadio Arsenio Erico | Estadio General Adrián Jara |

## Formato
Se disputará en dos fases: Fase Preliminar (Grupos) y Fase Final. La Fase Preliminar la disputarán los 12 equipos clasificados, distribuidos en 3 grupos (A, B y C). Una vez finalizada la Fase Preliminar, clasificarán para la Fase Final 4 equipos: los 3 ubicados en la primera posición de sus respectivos grupos y el mejor de los 3 equipos ubicados en la segunda posición, quienes disputarán las Semifinales. Los ganadores de ambos partidos de Semifinales disputarán la final para dirimir quién se queda con el título de campeón, mientras que los dos perdedores disputarán el partido por el tercer puesto.
El torneo se disputa en dos estadios; el Estadio Arsenio Erico de la ciudad de Asunción y el Estadio General Adrián Jara ubicado en la ciudad de Luque.

## Árbitros
El 30 de enero de 2020, Conmebol anunció que la Comisión de Árbitros había designado 10 árbitros y 20 árbitros asistentes para el torneo.
| - Argentina: Andrés Merlos - Lucas Germanotta (asistente) - Facundo Rodríguez (asistente) - Bolivia: Jordy Alemán - Roger Orellana (asistente) - Carlos Tapia (asistente) - Brasil: Rafael Traci - Bruno Boschilia (asistente) - Rafael da Silva Alves (asistente) | - Chile: Felipe González - Raúl Orellana (asistente) - José Retamal (asistente) - Colombia: Bismarks Santiago - Wilmar Navarro (asistente) - Jhon Gallego (asistente) - Ecuador: Roberto Sánchez - Juan Aguiar (asistente) - Andrés Tola (asistente) | - Paraguay: Derlis López - Roberto Cañete (asistente) - José Cuevas (asistente) - Perú: Miguel Santiváñez - Víctor Ráez (asistente) - Stephen Atoche (asistente) - Uruguay: Christian Ferreyra - Agustín Berisso (asistente) - Santiago Fernández (asistente) - Venezuela: Orlando Bracamonte - Alberto Ponte (asistente) - Franchezcoly Chacón (asistente) |

## Sorteo
El sorteo se llevó a cabo el 28 de enero a las 12:00 (UTC-3) en la sede de la Asociación Paraguaya de Fútbol.

 Se realizó de acuerdo con el Artículo 16 del Reglamento de la siguiente manera:
- Los 12 equipos se ubicaron en cuatro bombos de tres equipos, según la ubicación final del club de su asociación nacional en la edición previa del torneo, y se dividieron en tres bombos de cuatro.
- Los campeones defensores Nacional fueron colocados automáticamente en el bombo 1 y asignados a la posición A1 en la fase de grupos, mientras que los equipos de las siguientes dos mejores asociaciones (Ecuador y Uruguay), también fueron colocados en el bombo 1 y sorteado a la posición B1 o C1 en la fase de grupos.
- Los equipos de las siguientes tres asociaciones (Brasil, Argentina y Paraguay) se colocaron en el bombo 2 y se los sorteó a la posición A2, B2 o C2 en la fase de grupos.
- Los equipos de las siguientes tres asociaciones (Colombia, Venezuela y Chile) se colocaron en el bombo 3 y se los sorteó a la posición A3, B3 o C3 en la fase de grupos.
- Los equipos de las dos últimas asociaciones (Bolivia y Perú) y el equipo adicional de la asociación anfitriona (Paraguay) se colocaron en el bombo 4 y se los sorteó a la posición A4, B4 o C4 en la fase de grupos.
- Los equipos de la misma asociación no se pudieron agrupar en el mismo grupo.

| Bombo 1                                             | Bombo 2                             | Bombo 3                                             | Bombo 4                                                |
| --------------------------------------------------- | ----------------------------------- | --------------------------------------------------- | ------------------------------------------------------ |
| - Nacional (A1) - Independiente del Valle - Danubio | - Flamengo - River Plate - Libertad | - Millonarios - Academia Puerto Cabello - Colo-Colo | - Jorge Wilstermann - Sporting Cristal - Cerro Porteño |

Notas
1. ↑  La identidad del equipo de Chile no se conocía en el momento del sorteo.

## Fase de grupos
- Los horarios corresponden a la hora local de Paraguay: (UTC-3).

### Grupo A
| Equipo                  | Pts. | PJ | PG | PE | PP | GF | GC | Dif. |
| ----------------------- | ---- | -- | -- | -- | -- | -- | -- | ---- |
| Flamengo                | 6    | 3  | 2  | 0  | 1  | 8  | 3  | +5   |
| Academia Puerto Cabello | 6    | 3  | 2  | 0  | 1  | 7  | 6  | +1   |
| Nacional                | 3    | 3  | 1  | 0  | 2  | 5  | 6  | –1   |
| Sporting Cristal        | 3    | 3  | 1  | 0  | 2  | 6  | 11 | –5   |

| 15 de febrero de 2020, 18:00 | Nacional | 1:3 (0:1) | Flamengo                               | Estadio General Adrián Jara, Luque |                          |
|                              | Sosa 51' | Reporte   | Rodrigo Muniz 8', 53' · Yuri César 87' | Árbitro(s): Jordy Alemán           | Árbitro(s): Jordy Alemán |

| 15 de febrero de 2020, 20:15 | Academia Puerto Cabello                 | 5:3 (3:2) | Sporting Cristal                     | Estadio General Adrián Jara, Luque |                               |
|                              | Arape 5', 59' · Hernández 23', 43', 89' | Reporte   | Villalta 18' · Ruiz 21' · Romaní 63' | Árbitro(s): Bismarks Santiago      | Árbitro(s): Bismarks Santiago |

| 18 de febrero de 2020, 18:00 | Nacional                                 | 3:1 (2:1) | Academia Puerto Cabello | Estadio General Adrián Jara, Luque |                          |
|                              | Tejera 12' · Barcos 45+2' · L. Pérez 67' | Reporte   | Quevedo 14'             | Árbitro(s): Derlis López           | Árbitro(s): Derlis López |

| 18 de febrero de 2020, 20:15 | Flamengo                                                                                 | 5:1 (2:1) | Sporting Cristal  | Estadio General Adrián Jara, Luque |                             |
|                              | Yuri César 40', 45+3' · Rodrigo Muniz 49' (pen.) · Yuri de Oliveira 60' · João Gomes 85' | Reporte   | Romani 36' (pen.) | Árbitro(s): Felipe González        | Árbitro(s): Felipe González |

| 21 de febrero de 2020, 18:00 | Sporting Cristal            | 2:1 (2:0) | Nacional     | Estadio Arsenio Erico, Asunción |                           |
|                              | Romani 5' (pen.) · Soto 22' | Reporte   | A. Pérez 61' | Árbitro(s): Andrés Merlos       | Árbitro(s): Andrés Merlos |

| 21 de febrero de 2020, 20:15 | Flamengo | 0:1 (0:1) | Academia Puerto Cabello | Estadio Arsenio Erico, Asunción |                             |
|                              |          | Reporte   | Linares 18'             | Árbitro(s): Roberto Sánchez     | Árbitro(s): Roberto Sánchez |

### Grupo B
| Equipo        | Pts. | PJ | PG | PE | PP | GF | GC | Dif. |
| ------------- | ---- | -- | -- | -- | -- | -- | -- | ---- |
| River Plate   | 9    | 3  | 3  | 0  | 0  | 5  | 1  | +4   |
| Cerro Porteño | 4    | 3  | 1  | 1  | 1  | 3  | 3  | 0    |
| Millonarios   | 2    | 3  | 0  | 2  | 1  | 3  | 4  | –1   |
| Danubio       | 1    | 3  | 0  | 1  | 2  | 2  | 5  | –3   |

| 16 de febrero de 2020, 18:00 | Danubio        | 1:3 (1:1) | River Plate                           | Estadio Arsenio Erico, Asunción |                          |
|                              | Zapirain 45+1' | Reporte   | Benítez 9' · Beltrán 56' · Galván 75' | Árbitro(s): Rafael Traci        | Árbitro(s): Rafael Traci |

| 16 de febrero de 2020, 20:15 | Millonarios                 | 2:2 (0:1) | Cerro Porteño            | Estadio Arsenio Erico, Asunción |                                |
|                              | Brochero 48' · Moreno 90+4' | Reporte   | Bobadilla 5' · López 68' | Árbitro(s): Orlando Bracamonte  | Árbitro(s): Orlando Bracamonte |

| 19 de febrero de 2020, 18:00 | Danubio          | 1:1 (0:0) | Millonarios  | Estadio Arsenio Erico, Asunción |                               |
|                              | P. Fernández 82' | Reporte   | Brochero 49' | Árbitro(s): Miguel Santivañez   | Árbitro(s): Miguel Santivañez |

| 19 de febrero de 2020, 20:15 | River Plate | 1:0 (0:0) | Cerro Porteño | Estadio Arsenio Erico, Asunción |                             |
|                              | Gondou 65'  | Reporte   |               | Árbitro(s): Roberto Sánchez     | Árbitro(s): Roberto Sánchez |

| 22 de febrero de 2020, 18:00 | Cerro Porteño | 1:0 (1:0) | Danubio | Estadio General Adrián Jara, Luque |                          |
|                              | Ovelar 22'    | Reporte   |         | Árbitro(s): Jordy Alemán           | Árbitro(s): Jordy Alemán |

| 22 de febrero de 2020, 20:15 | River Plate | 1:0 (0:0) | Millonarios | Estadio General Adrián Jara, Luque |                             |
|                              | Castro 46'  | Reporte   |             | Árbitro(s): Felipe González        | Árbitro(s): Felipe González |

### Grupo C
| Equipo                  | Pts. | PJ | PG | PE | PP | GF | GC | Dif. |
| ----------------------- | ---- | -- | -- | -- | -- | -- | -- | ---- |
| Independiente del Valle | 9    | 3  | 3  | 0  | 0  | 8  | 1  | +7   |
| Libertad                | 6    | 3  | 2  | 0  | 1  | 11 | 3  | +8   |
| Colo-Colo               | 3    | 3  | 1  | 0  | 2  | 3  | 2  | +1   |
| Jorge Wilstermann       | 0    | 3  | 0  | 0  | 3  | 1  | 17 | –16  |

| 17 de febrero de 2020, 18:00 | Independiente del Valle | 2:1 (1:0) | Libertad   | Estadio Arsenio Erico, Asunción |                                |
|                              | García 22' · Ortiz 54'  | Reporte   | Aquino 82' | Árbitro(s): Christian Ferreyra  | Árbitro(s): Christian Ferreyra |

| 17 de febrero de 2020, 20:15 | Colo-Colo                               | 3:0 (2:0) | Jorge Wilstermann | Estadio Arsenio Erico, Asunción |                               |
|                              | Colossi 24' · Arriagada 39' · Rojas 66' | Reporte   |                   | Árbitro(s): Miguel Santivañez   | Árbitro(s): Miguel Santivañez |

| 20 de febrero de 2020, 18:00 | Independiente del Valle | 1:0 (0:0) | Colo-Colo | Estadio General Adrián Jara, Luque |                           |
|                              | Valencia 72'            | Reporte   |           | Árbitro(s): Andrés Merlos          | Árbitro(s): Andrés Merlos |

| 20 de febrero de 2020, 20:15 | Libertad | 9:1 (3:1) | Jorge Wilstermann | Estadio General Adrián Jara, Luque |                             |
|                              | Aquino 35', 38', 84' · Salinas 45+1' · Quiñonez 62' · Ferreira 70' · Bogado 73' (pen.) · M. Fernández 80', 90' | Reporte   | Díaz 44'          | Árbitro(s): Carlos Betancur        | Árbitro(s): Carlos Betancur |

| 23 de febrero de 2020, 18:00 | Jorge Wilstermann | 0:5 (0:2) | Independiente del Valle                                         | Estadio Arsenio Erico, Asunción |                                |
|                              |                   | Reporte   | Acosta 20' · Mejía 43' · Leiton 61' · Angulo 77' · Valencia 79' | Árbitro(s): Orlando Bracamonte  | Árbitro(s): Orlando Bracamonte |

| 23 de febrero de 2020, 20:15 | Libertad         | 1:0 (0:0) | Colo-Colo | Estadio Arsenio Erico, Asunción |                         |
|                              | M. Fernández 73' | Reporte   |           | Árbitro(s): Bruno Arleu         | Árbitro(s): Bruno Arleu |

### Mejor segundo
| Equipo                  | Grupo | Pts. | PJ | PG | PE | PP | GF | GC | Dif. |
| ----------------------- | ----- | ---- | -- | -- | -- | -- | -- | -- | ---- |
| Libertad                | C     | 6    | 3  | 2  | 0  | 1  | 11 | 3  | +8   |
| Academia Puerto Cabello | A     | 6    | 3  | 2  | 0  | 1  | 7  | 6  | +1   |
| Cerro Porteño           | B     | 4    | 3  | 1  | 1  | 1  | 3  | 3  | 0    |

## Segunda fase
|  | Semifinales              | Semifinales              |   |                    | Final                   | Final |  |
|  |                          |                          |   |                    |                         |       |  |
|  |                          |                          |   |                    |                         |       |  |
|  | 27 de febrero - Asunción |                          |   |                    |                         |       |  |
|  | Flamengo                 | 1 (4)                    |   |                    |                         |       |  |
|  | Independiente del Valle  | 1 (5)                    |   |                    |                         |       |  |
|  |                          |                          |   |                    |                         |       |  |
|  |                          |                          |   |                    | 1 de marzo - Luque      |       |  |
|  |                          |                          |   |                    | Independiente del Valle | 2     |  |
|  |                          | River Plate              | 1 |                    |                         |       |  |
|  |                          |                          |   |                    |                         |       |  |
|  |                          |                          |   |                    |                         |       |  |
|  |                          |                          |   |                    | Tercer lugar            |       |  |
|  | 27 de febrero - Asunción | 27 de febrero - Asunción |   | 1 de marzo - Luque | 1 de marzo - Luque      |       |  |
|  | River Plate              | 6                        |   | Flamengo           | 5                       |       |  |
|  | Libertad                 | 1                        |   |                    | Libertad                | 2     |  |

### Semifinales
| 27 de febrero de 2020, 18:00 | Flamengo                                               | 1:1 (0:0) (4:5 p.)         | Independiente del Valle                     | Estadio Arsenio Erico, Asunción |                             |
|                              | Guilherme Bala 72'                                     | Reporte                    | Caicedo 90'                                 | Árbitro(s): Felipe González     | Árbitro(s): Felipe González |
|                              |                                                        | Tiros desde el punto penal |                                             |                                 |                             |
|                              | Wendel · Yuri César · Natan · Matheuzinho · João Gomes |                            | Caicedo · Hincapié · Acosta · Mejía · Ortiz |                                 |                             |

| 27 de febrero de 2020, 20:15 | River Plate                                                                       | 6:1 (2:0) | Libertad          | Estadio Arsenio Erico, Asunción |                          |
|                              | Benítez 16', 49' · López 35' · Beltrán 81' (pen.) · Castro 88' · E. Fernández 90' | Reporte   | Aquino 65' (pen.) | Árbitro(s): Jordy Alemán        | Árbitro(s): Jordy Alemán |

### Tercer puesto
| 1 de marzo de 2020, 18:00 | Flamengo                                                              | 5:2 (2:1) | Libertad                      | Estadio General Adrián Jara, Luque |                               |
|                           | João Gomes 32' · Rodrigo Muniz 37' · Yuri César 53', 78' · Wendel 67' | Reporte   | M. Fernández 41' · Aquino 81' | Árbitro(s): Miguel Santiváñez      | Árbitro(s): Miguel Santiváñez |

### Final
| 1 de marzo de 2020, 20:15 | Independiente del Valle  | 2:1 (1:0) | River Plate        | Estadio General Adrián Jara, Luque |                                |
|                           | Bravo 45+2' · Leiton 71' | Reporte   | Benítez 63' (pen.) | Árbitro(s): Christian Ferreyra     | Árbitro(s): Christian Ferreyra |

|                                             |
| Bandera de Ecuador                          |
| Campeón Independiente del Valle 1.er título |

## Goleadores
| Jugador           | Equipo                  | Goles |
| ----------------- | ----------------------- | ----- |
| Derlis Aquino     | Libertad                | 6     |
| Yuri César        | Flamengo                | 5     |
| Matías Benítez    | River Plate             | 4     |
| Marcelo Fernández | Libertad                | 4     |
| Rodrigo Muniz     | Flamengo                | 4     |
| Luisfer Hernández | Academia Puerto Cabello | 3     |
| Aryan Romaní      | Sporting Cristal        | 3     |

## Estadísticas finales
| Equipo | Equipo                  | Pts | PJ | PG | PE | PP | GF | GC | Dif | Rend. |
| ------ | ----------------------- | --- | -- | -- | -- | -- | -- | -- | --- | ----- |
| 1      | Independiente del Valle | 13  | 5  | 4  | 1  | 0  | 11 | 3  | +8  | 86,7% |
| 2      | River Plate             | 12  | 5  | 4  | 0  | 1  | 12 | 4  | +8  | 85,5% |
| 3      | Flamengo                | 10  | 5  | 3  | 1  | 1  | 14 | 6  | +8  | 80,3% |
| 4      | Libertad                | 6   | 5  | 2  | 0  | 3  | 14 | 14 | 0   | 53,3% |
| 5      | Academia Puerto Cabello | 6   | 3  | 2  | 0  | 1  | 7  | 6  | +1  | 77,8% |
| 6      | Cerro Porteño           | 4   | 3  | 1  | 1  | 1  | 3  | 3  | 0   | 44,4% |
| 7      | Colo-Colo               | 3   | 3  | 1  | 0  | 2  | 3  | 2  | +1  | 33,3% |
| 8      | Nacional                | 3   | 3  | 1  | 0  | 2  | 5  | 6  | -1  | 33,3% |
| 9      | Sporting Cristal        | 3   | 3  | 1  | 0  | 2  | 6  | 11 | -5  | 33,3% |
| 10     | Millonarios             | 2   | 3  | 0  | 2  | 1  | 3  | 4  | -1  | 22,2% |
| 11     | Danubio                 | 1   | 3  | 0  | 1  | 2  | 2  | 5  | -3  | 11,1% |
| 12     | Jorge Wilstermann       | 0   | 3  | 0  | 0  | 3  | 1  | 17 | -16 | 00,0% |